# Challenger de Aix-en-Provence 2014
El Open du Pays d'Aix 2014 fue un torneo de tenis profesional jugado en canchas de tierra batida. Se disputó la primera edición del torneo que formó parte del circuito ATP Challenger Tour 2014. Se llevó a cabo en Aix-en-Provence, Francia entre el 5 y el 11 de mayo de 2014.

## Jugadores participantes del cuadro de individuales
| Favorito | País                      | Jugador               | Rank1 | Posición en el torneo |
| -------- | ------------------------- | --------------------- | ----- | --------------------- |
| 1        | Bandera de Estados Unidos | Denis Kudla           | 103   | Primera ronda         |
| 2        | Bandera de Eslovenia      | Blaž Rola             | 106   | Baja                  |
| 3        | Bandera de Argentina      | Diego Schwartzman     | 114   | CAMPEÓN               |
| 4        | Bandera de Argentina      | Horacio Zeballos      | 121   | Primera ronda         |
| 5        | Bandera de Francia        | Pierre-Hugues Herbert | 134   | Primera ronda         |
| 6        | Bandera de Brasil         | João Souza            | 135   | Primera ronda         |
| 7        | Bandera de Alemania       | Andreas Beck          | 142   | FINAL                 |
| 8        | Bandera de Francia        | Marc Gicquel          | 146   | Primera ronda         |

| Posición en el torneo   |
| ----------------------- |
| Primera y segunda ronda |
| Cuartos de final        |
| Semifinales             |
| FINAL                   |
| CAMPEÓN                 |

- 1 Se ha tomado en cuenta el ranking del día 28 de abril de 2014.

### Otros participantes
Los siguientes jugadores recibieron una invitación (wild card), por lo tanto ingresan directamente al cuadro principal (WC):
- Axel Michon
- Julien Obry
- Florent Serra
- Martin Vaisse

Los siguientes jugadores ingresan al cuadro principal tras disputar el cuadro clasificatorio (Q):
- Henri Laaksonen
- Yann Marti
- Laurent Lokoli
- Jonathan Eysseric

## Jugadores participantes en el cuadro de dobles

### Cabezas de serie
| Favorito | País                      | Jugador         | País                | Jugador            | Rank1 | Posición en el torneo |
| -------- | ------------------------- | --------------- | ------------------- | ------------------ | ----- | --------------------- |
| 1        | Bandera de Estados Unidos | Nicholas Monroe | Bandera de Alemania | Simon Stadler      | 121   | Semifinales           |
| 2        | Bandera de Alemania       | Dominik Meffert | Bandera de Austria  | Philipp Oswald     | 172   | Semifinales           |
| 3        | Bandera de Alemania       | Philipp Marx    | Bandera de Alemania | Alexander Satschko | 174   | Cuartos de final      |
| 4        | Bandera de Alemania       | Christopher Kas | Bandera de Alemania | Frank Moser        | 206   | Baja                  |

- 1 Se ha tomado en cuenta el ranking del día 28 de abril de 2014.

## Campeones

### Individual Masculino
- Diego Schwartzman derrotó en la final a  Andreas Beck, 6–74, 6–3, 6–2.

### Dobles Masculino
- Diego Schwartzman /  Horacio Zeballos derrotaron en la final a  Andreas Beck /  Martin Fischer, 6–4, 3–6, [10–5]